# CF Santiago
Der Club de Futbol Santiago, kurz auch CF Santiago, ist ein mexikanischer Fußballverein aus Santiago im Bundesstaat Nuevo León, der in der Saison 2024/25 in der Serie B der Liga Premier spielte und alle möglichen Titel dieser Spielzeit gewann: sowohl die Meisterschaft der Apertura 2024 als auch der Clausura 2025 und ebenso die Copa Conecta.

## Geschichte
Vor der Saison 2017/18 wurde das Franchise von Atlético UEFA, einer Mannschaft der Liga TDP, erworben und nach Santiago in Nuevo León verlegt. Aus diesem Konstrukt entstand der FCD Santiago. Fünf Jahre später erfolgte ein weiterer Eigentumswechsel, in dessen Folge am 12. August 2022 der Santiago Futbol Club entstand. Der neu gegründete Verein wusste in seiner ersten Saison 2022/23 in der Liga TDP (früher Tercera División) so zu überzeugen, dass er eine Einladung erhielt, in der Saison 2023/24 in der Serie B der Liga Premier antreten zu dürfen, wo er von Beginn an unter seiner noch heute gültigen Bezeichnung CF Santiago antrat.

## Erfolge
- Meister der Liga Premier (Serie B):  Apertura 2024, Clausura 2025
- Copa Conecta: 2025